# Christine Boumeester
Annie Christine Boumeester (* 12. August 1904 in Batavia, Indonesien (heute Djakarta); † 10. Januar 1971 in Paris) war eine niederländisch-französische Kunstmalerin und Künstlerin.

## Leben
Christine Boumeester wurde 1904 in Indonesien geboren, wo ihre holländische Familie bereits in der fünften Generation lebte. Erst im Alter von 10 Jahren unternahm sie ihre erste Reise nach Europa. 1921 kehrte sie, nachdem sie sich einige Jahre in Sumatra niedergelassen hatte, endgültig nach Holland (Texel) zurück. Von 1922 bis 1924 studierte sie dann an der Kunstakademie Koninklijke Academie van Beeldende Kunsten (KABK) in Den Haag und bestand 1925 das Examen als Zeichenlehrerin. Das Unterrichten jedoch entsprach nicht ihren Vorstellungen. So verbrachte sie einige Monate in Nizza (Südfrankreich) und arbeitete danach unter der Leitung des Kunstmalers Reuters in einem Atelier in Amsterdam. Nach einigen Reisen (u. a. auch nach Deutschland) bekam sie schließlich 1935 in Amsterdam in der Galerie „Santee Landweer“ ihre erste Einzelausstellung. Im selben Jahr ging sie nach Paris und schrieb sich an der Académie de la Grande Chaumière am Montparnasse ein. Dort lernte sie den Maler Henri Goetz kennen und heiratete ihn sechs Monate später. Boumeester stellte in mehreren Pariser Galerien aus und bekam 1937 schließlich eine Einzelausstellung. Eine kurze Periode lang widmete sie sich der surrealistischen Kunst, begann durch den Einfluss des Malers Hans Hartung, den sie durch ihren Mann kennengelernt hatte, abstrakt zu malen. Mit Hartung teilte sie sich auch ihr Atelier und durch ihn freundete sich mit weiteren Malern und Schriftsteller an u. a.: Kandinsky, Schneider, Eva Gonzalès, Vieira da Silva, Szenès, Breton, Eluard, Ubac, de Staël, Francis Picabia, Picasso, Lam und Arp.
1939 erhielt Boumeester einen Vertrag bei der Galerie Jeanne Bucher, bei Kriegsausbruch reiste sie jedoch mit ihrem Mann nach Carcassonne im Languedoc, wo sie sich der belgischen Surrealistengruppe anschlossen. Das Ehepaar floh schließlich in den Untergrund und arbeitete für den französischen Widerstand. Mit Ubac und Dotremont gründeten sie die Zeitschrift "La main à plume“ („Die Hand mit der Feder"). Als sie jedoch erfuhren, dass sie als Widerstandskämpfer den Deutschen denunziert worden waren, verließen sie Anfang 1942 Carcassonne. Henri Goetz, der amerikanischer Staatsbürger war, beschaffte gefälschte Papiere, und Boumeester konnte unter dem Namen Christine Henri Goetz in Nizza als Künstlerin weiterarbeiten. Dort trafen sie mit Nicolas de Staël, Francis Picabia, Jean Arp und Alberto Magnelli zusammen. Ihre Werke signierte Boumeester in dieser Zeit nur mit dem Vornamen Christine. 1949 erhielt sie die französische Staatsangehörigkeit.
1962 übersetzte sie den im Jahre 1926 verfassten Artikel Punkt und Linie zur Fläche von Kandinsky ins Französische. Ab 1963 teilte sich das Paar seine Zeit zwischen ihrer Wohnung in der Rue de Grenelle in Paris und ihrem Haus in Villefranche-sur-Mer (Département Alpes-Maritimes).
Von der Nachkriegszeit bis zu Boumeesters Tod sind etwa 40 Ausstellungen unter ihrem Namen zu verzeichnen. Sie stellte regelmäßig in den Pariser Salons aus, illustrierte viele Werke, stellte Bildwirkereien her und gestaltete Fresken. 1968 erkrankte Christine Boumeester schwer und verstarb 1971 in Paris.